# Ouled Boudjemaa
Ouled Boudjemaa là một đô thị thuộc tỉnh Aïn Témouchent, Algérie. Dân số thời điểm năm 2002 là 5.322 người.